# K2 Systems
K2 Systems ist ein deutscher Hersteller von Montagesystemen für Photovoltaik-Anlagen.

## Organisation
K2 Systems wurde im Jahre 2004 in Renningen bei Stuttgart gegründet und bietet verschiedene Montagesysteme für Photovoltaik-Anlagen auf Schräg- und Flachdach an. Ebenso sind Montagesysteme für Freiland- und Sonderprojekte im Portfolio. Hierzu stellt das Unternehmen auch Planungs- und Dokumentationsmöglichkeiten über ein Online-Portal für seine Produkte zur Verfügung.
Es bestehen Niederlassungen in Australien, Brasilien, England, Frankreich, Italien, Mexiko, Slowenien, Südafrika und USA. Die Produkte sind in über 130 Ländern verbaut; die darauf installierten Module erzeugen täglich bis zu 76 GWh.